# ورد الغرام (فلم)
ورد الغرام فيلم مصري تم إنتاجه عام 1951، من إخراج هنري بركات و بطولة محمد فوزي وليلى مراد وسليمان نجيب وسراج منير.

## فريق العمل

### تمثيل
- محمد فوزي
- ليلى مراد
- سليمان نجيب
- سراج منير
- نور الدمرداش
- سميحة أيوب
- وداد حمدي
- جمالات زايد

### الفريق الفني
إخراج: هنري بركات

تأليف:
- يوسف عيسى (قصة)
- هنري بركات (سيناريو)
- بديع خيري (حوار)

إنتاج: أفلام محمد فوزي

## أغاني الفيلم
من الحان محمد فوزي
- شحات الغرام

غناء محمد فوزي وليلى مراد
- ليا عشم وياك يا جميل

غناء محمد فوزي

## قصة الفيلم
لطيف ( نور الدمرداش ) ابن عبد الغني بك ( سراج منير ) يتقدم لخطبة إلهام ( ليلى مراد ) بنت تيسير بك ( سليمان نجيب ) واثقا بقبول طلبه، فترفضه إلهام، فيثور ويشيع عنها سوء سلوكها، وعلاقاتها الغرامية المتعددة، وتنقل الصحف على لسانه هذه الأخبار، فيرفع تيسير بك قضية تعويض ضد لطيف ويغضب عبد الغني بك من ولده بسبب هذه التصريحات التي أوقعتهم في تلك القضية، ويلجأ لطيف إلى الحيلة فيتفق مع ابن خاله الطيار ماهر ( محمد فوزي ) تمثيل دور المحب لإلهام ليتم التقاط صورة لهما تثبت علاقاتها الغرامية، ولكن تتطور العلاقة بين ماهر وإلهام إلى حب حقيقي، ويقرر التراجع عن اتفاقه مع لطيف، فيقرر لطيف الاستمرار في المؤامرة ... وتتوالى الأحداث .

## وصلات خارجية
- مقالات تستعمل روابط فنية بلا صلة مع ويكي بيانات

1. ↑  "معلومات عن ورد الغرام (فيلم) على موقع csfd.cz". csfd.cz. مؤرشف من الأصل في 2019-12-16.
2. ↑  "معلومات عن ورد الغرام (فيلم) على موقع imdb.com". imdb.com. مؤرشف من الأصل في 2017-02-09.